# Peilbesluit
Een peilbesluit is een bestuurlijk besluit met betrekking tot de te handhaven waterhoogte in waterlopen.
In een peilbesluit van een waterschap of Rijkswaterstaat wordt het peil van het water in een bepaald gebied vastgelegd.
Het besluit wordt genomen na de nodige inspraak door de belanghebbenden, zoals grondeigenaren, natuurbeheerders, gemeentes en anderen die kunnen aantonen dat zij belang hebben bij het handhaven van een bepaalde waterhoogte. 
Bij het besluit hoort een kaart met toelichting. Op de kaart zijn de begrenzingen van de gebieden (de peilgebieden) aangegeven waar het streefpeil geldt. Het streefpeil is de gewenste hoogte van het oppervlaktewater in rust, dat wil zeggen in rustige weersomstandigheden. Het streefpeil kan in bepaalde periodes (meestal 's zomers en 's winters) verschillend zijn. De peilen worden bepaald door gebruik te maken van rekenmodellen en lokale kennis.
Nadat het besluit is aangenomen is het waterschap verplicht het peil te handhaven. Van de andere kant kunnen derden worden beboet die het peil verstoren, door bijvoorbeeld een stuw lager of hoger te zetten of peilgebieden met elkaar te verbinden.

## Rijkswaterstaat
Ook Rijkswaterstaat neemt peilbesluiten voor de grote wateren als het IJsselmeer en het Amsterdam-Rijnkanaal.